# Aed Carabao
Aed Carabao (thajsky แอ๊ด คาราบาว, * 1955 Suphan Buri) je thajský zpěvák a herec, který je považován za průkopníka[zdroj?] žánru Phleng Puea Chiwit. Je členem hudební skupiny Carabao.

## Diskografie

### Alba
- Kam Phu Cha (1984)
- Tham Muea (1988)
- Kon Bueng (1990)
- No Problem (1990)
- World Folk Zen (1991)
- Prusapha (1992)

### Singly
- Khri Kha Pra Cha Chon
- Khwan Thai Jai Neung Deaw
- Tsunami[3]
- When Whak[4]
- Jed Tula Lod Thong Kreung Sao[5]
- Thep Pa Chao Dan Khun Thot[6]